# OpenGoo
 (avril 2016).
Feng Office (anciennement OpenGoo)  est une suite bureautique de gestion de projet en ligne développée par la communauté OpenGoo. C'est une suite complète en ligne comparable à Google Apps et Zimbra. L'application peut être téléchargée et installée sur son propre serveur. Les caractéristiques principales incluent la gestion de projet, et dans ce cadre la gestion des plannings, la gestion documentaire, la bureautique, les contacts et les courriels.
OpenGoo peut aussi être vue comme une suite collaborative et comme un logiciel de Gestionnaire d'informations personnelles.
OpenGoo a été renommé "Feng Office Community Edition" par la société propriétaire du copyright, fin 2009.

## Licence
Feng Office (anciennement OpenGoo) est distribué sous licence GNU Affero GPL.
Une solution commerciale est aussi disponible.

## Technologie
Feng Office (anciennement OpenGoo) utilise PHP, JavaScript, AJAX (extJs) et MySQL.
Feng Office (anciennement OpenGoo) fonctionne sur tout système AMP :
- Apache HTTP Server 2.0+
- PHP 5.0+
- MySQL 4.1+ (avec support InnoDB)

Il a été traduit en plusieurs langues, dont le français.

## Historique

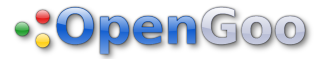

OpenGoo a été créé dans la faculté d'ingénieurs de l'université de la république d'Uruguay par Conrado Viña ainsi que Marcos Saiz et Ignacio de Soto qui ont développé le premier prototype. Les professeurs Eduardo Fernández et Tomás Laurenzo ont été les tuteurs. La communauté OpenGoo a été alors fondée par Conrado, Marcos et Ignacio.

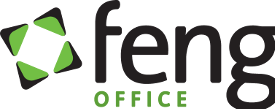
Logo de Feng office

OpenGoo a été renommé "Feng Office" fin 2009.